# Sympiesomorpha brasiliensis
Sympiesomorpha brasiliensis är en stekelart som beskrevs av William Harris Ashmead 1904. Sympiesomorpha brasiliensis ingår i släktet Sympiesomorpha och familjen finglanssteklar. Inga underarter finns listade i Catalogue of Life.